# Zant (Ursensollen)
Zant ist ein Gemeindeteil und eine Gemarkung der Gemeinde Ursensollen im Oberpfälzer Landkreis Amberg-Sulzbach in Bayern.

## Geschichte
Die Burg Zant wurde Ende des 12. Jahrhunderts von den Herren von Zant als Stammsitz erbaut und 1130 erwähnt. 1132 wird Luitpold de Zante im Schenkungsbuch des Stifts Obermünster erwähnt. Bis zum 14. Jahrhundert sind die Herren von Zant hier nachweisbar.
Die katholische Filialkirche St. Joseph ist ein im Kern mittelalterlicher Saalbau. Der verputzte Massivbau mit Satteldach, geradem Chorschluss und Westturm mit Spitzhelm wurde 1684 barock umgestaltet.
Die 1818 mit dem Gemeindeedikt im Königreich Bayern gebildete Landgemeinde Zant mit den Orten
- Zant
- Bittenbrunn
- Erlheim
- Inselsberg
- Kemnatheröd
- Sauheim
- Stockau

gehörte zum Landgericht Amberg.
Durch die kommunale Gebietsreform von 1971/72 schlossen sich 38 Orte aus elf Gemeinden mit drei Pfarreien – Ursensollen, Hohenkemnath und Hausen – in den Diözese Eichstätt und Bistum Regensburg, zur jetzigen Gemeinde Ursensollen zusammen, deren Infrastruktur einem Kleinzentrum entspricht.
Die Gemeinde Zant selbst wurde am 1. April 1971 aufgelöst und nach Ursensollen eingegliedert.